# Атентат (Повратак отписаних)
Атентат је пета епизода телевизијске серије „Повратак отписаних“, снимљене у продукцији Телевизије Београд и Централног филмског студија „Кошутњак“. Премијерно је приказана у СФР Југославији 29. јануара 1978. године на Првом програму Телевизије Београд.

## Историјска подлога
На крају ове, као и осталих епизода налази се натпис — Лица и догађаји су измишљени. Свака сличност је случајна.

## Улоге
| Глумац             | Улога                |
| ------------------ | -------------------- |
| Павле Вуисић       | Јоца                 |
| Драган Николић     | Прле                 |
| Воја Брајовић      | Тихи                 |
| Злата Петковић     | Марија               |
| Александар Берчек  | Мрки                 |
| Адем Чејван        | Љубиша, Микулин брат |
| Драгомир Бојанић   | Микула               |
| Хањо Хасе          | Генерал Мајснер      |
| Клаус Петер Тиле   | Мајор Руди Хеслер    |
| Стево Жигон        | Мaјор Кригер         |
| Рудолф Улрих       | Пуковник Милер       |
| Срђан Дедић        | Цаки                 |
| Горан Плеша        | Миле "Сонда"         |
| Предраг Тодоровић  | Мита "Плајваз"       |
| Васа Пантелић      | Крста Мишић          |
| Живојин Миленковић | наредник Срета       |
| Стојан Аранђеловић | Иса                  |
| Олга Познатов      | жена наредника Срете |
| Мирјана Раичевић   | Цакијева мајка       |
| Александар Митић   | Фриц                 |
| Иво Јакшић         | немачки лекар        |
| Душан Голумбовски  | Немачки војник       |
| Цане Фирауновић    | капетан Кениг        |
| Еуген Вербер       | пуковник Шредер      |
| Дамјан Клашња      | гестаповац           |
| Зоран Миљковић     | Илија                |
| Љубомир Ћипранић   | агент                |
| Предраг Милинковић | агент Гојко          |
| Страхиња Мојић     | агент                |